# O pjesničkom umijeću
Poetika ili O pjesničkom umijeću jedno je od najpoznatijih Aristotelovih djela koje u 26 glava govori o pjesništvu, analizira ga, svrstava i opisuje.
Poetika se može zamisliti kao učenje koje se razvija od razmatranja opće prirode književnosti, preko analize pojedinačnog književnog djela do razmatranja književnih vrsta kao posebnih oblika unutar kojih se ostvaruje svako pojedinačno književno djelo.
Od svog osnutka bijaše zamišljena kao "o pjesničkom umijeću kao takvom i o pojedinim njegovim oblicima", što je rečeno u uvodu Aristotelove Poetike.
Književnost se razvija u nizu oblikovanja posebnih oblika književnih vrsta, stoga je proučavanje načela oblikovanja od vrlo velike važnosti i za razumijevanje književnosti u cjelini i za razumijevanje načina na koji se unutar svake vrste oblikuju pojedinačna književna djela.
Taj se dio teorije književnosti naziva poetika.
Proučavanje književnih djela pretpostavlja određeno načelno razmatranje prirode književnosti, a iz tog shvaćanja proizlazi i shvaćanje osobina pojedinih književnih djela, odnosno proučavanje načina kako se književna djela mogu analizirati.

## Predmet djela
Aristotel dijeli poeziju na tri vrste: tragediju, komediju i epsko pjesništvo. Središte u Poetici ima tragedija, a drugo Aristotelovo djelo u čijem je središtu komedija izgubljeno je. Postoje nagađanja da je tzv. Tractatus coislinianus predložak za Aristotelove lekcije o tom predmetu ili bilješke filozofa aristotelovske tradicije. Sačuvani tekst Poetike vjerojatno nije u cjelini, a postojeći su najvjerojatnije prepisali njegovi učenici.
Središte Poetike jest njegova analiza tragedije koju definira kao oponašanje ozbiljne i cjelovite radnje primjerene veličine ukrašenim govorom i to svakom od vrsta ukrašavanja posebno u odgovarajućim njezinim dijelovima. Poetika zajedno s Retorikom čini Aristotelov rad o estetici.

## Sadržaj

### Temelji pjesničkog umijeća
Oponašanje se ostvaruje sredstvom, predmetom i načinom. Sredstvo je oponašanje u tragediji i epskom pjesništvu kao ritam, govor i melodija, pojedinačno ili pomiješano. Predmet su oponašanja ljudi u akciji, bića koja djeluju; oni su bolji od nas, lošiji od nas ili poput nas; tragedija prikazuje ljude bolje od nas, a komedija ljude lošije od nas. Način može biti pripovijedanje kao govor kroz usta drugog, govorenje u vlastito ime bez ikakve promjene ili pak prikazivanjem oponašatelja koji rade i djelaju.
Pjesničko umijeće nastaje iz dvaju uzroka. Ovisno o tumačenju, postoje dva rješenja. Prvi jest da su to nagon za oponašanjem te uživanje u promatranju oponašanja kao kreativni i konzumentski stav, a drugi da je prvi dvojni uzrok, a da je drugi prirođena ljudska sklonost prema ritmu i melodiji. Nadareni pak iz improvizacija stvaraju pjesničko umijeće. Uzvišeniji pišu himne i enkomije te poslije tragedije, a prostiji rugalice, poslije komedije.

### Tragedija
Tragedija ima sve što ima ep, ali ep nema sve što ima tragedija. Šest je strukturalnih elemenata tragedije:
- fabula (sklop događanja)
- karakteri (značaji likova)
- dikcija (priopćavanje riječima)
- misli (govori u kojima se štogod dokazuje ili se priopćava opći stav)
- skladanje napjeva (najznačajniji vanjski ukras)
- vizualni dio predstave (najmanje svojstven pjesničkom umijeću).

Najvažniji je sastav događanja, fabula; tragedija nije oponašanje ljudi nego oponašanje njihova života.
Kvantitativni (tj. kompozicijski) su dijelovi tragedije:
- prolog – dio tragedije prije ulazne pjesme kora
- epizodij – dio tragedije između korskih pjesama
- egzod – dio tragedije poslije kojih nema korskih pjesama
- korski dio.

Zaplet je dio koji seže od početka priče do prizora prije obrata u sreću ili nesreću, a rasplet od početka obrata do kraja drame. Rasplet mora proizlaziti fabule, a ako se nelogičnost ne može izbjeći, najbolje ju je ostaviti izvan drame.
Tragedije možemo podijeliti na sljedeće:
- isprepletene (potpuno se sastoje od obrata i prepoznavanja)
- tragedije patnji
- tragedije karaktera
- jednostavne tragedije.

#### Fabula
Dva su najvažnija strukturalna elementa fabule – peripetija (obrat radnje prema vjerojatnosti ili nužnosti, suprotno od onoga što je dotad rečeno) i prepoznavanje (obrat iz neznanja u znanje, u stanje neprijateljstva ili bliskosti).
Fabula mora biti potpuna i jedinstvena, a pjesnikov zadatak nije pripovijedati o stvarnim događajima, nego o onome što bi se moglo očekivati da će se dogoditi, što je vjerojatno ili nužno. Fabula mora biti kompleksna te oponašati strašne i dirljive događaje. Čestiti ljudi ne smiju padati iz sreće u nesreći, opaki ne smiju padati iz nesreće u sreću, najbolje je izabrati prosječne ljude za likove, koji se ne ističu, a u nesreću padaju zbog pogreške. Strašna djela trebali bi činiti bliski ljudi, a najbolje je kad se djelo izvrši u neznanju, da bi potom uslijedilo prepoznavanje. Karakteri moraju biti dobro izgrađeni te otkrivati opredjeljenje, moraju biti primjereni i slični nama te, najvažnije, dosljedni - čak i ako je karakter nedosljedan, mora biti dosljedno nedosljedan. U fabuli je vizualni dojam najmanje bitan.

#### Prepoznavanje
Bitne su sljedeće vrste prepoznavanja:
- prepoznavanje pomoću znakova; najmanje umjetnička, pjesnici se služe prirođenim ili kasnije stečenim znakovima poput ožiljaka ili posjedovanih predmeta (mpr. Odisejev ožiljak)
- prepoznavanje koje osmišlja pjesnik posebno za tu prigodu
- prepoznavanje po sjećanju (npr. Odisej na Alkinojevu dvoru)
- prepoznavanje po zaključivanju (npr. Elektra i Orest)
- prepoznavanje koje nastaje iz razvoja događaja, zbog vjerojatnosti; umjetnički najbolja prepoznavanja (npr. Edip)

### Ep i tragedija
Epsko pjesništvo treba da ima iste vrste kao i tragedija (jednostavan, složen, karakteran, patnički) te strukturalne dijelove (osim vizualnog dijela i skladanja) - obrate, prepoznavanja, tragičnost, misli i dikciju.
Za ep je najbolji junački heksametar, najstaloženiji i najdostojanstveniji stih, pogodan za razne neobične riječi i metafore, dok su drugi stihovi, poput jampskog trimetra i trohejskog tetrametra puni pokreta za ples i oponašanje radnje.
U epu se jednim pogledom može obuhvatiti cijela radnja, ali za razliku od tragedije, ima i istovremenost (različitih epizoda!).
Tragedija ima sve što ima ep, ali i glazbu, jasnoću te jedinstvenost, a također ima i funkciju umijeća - stvaranje užitka nakon tragedije, pobuđivanje sažaljenja i straha te osjećaj katarze, duhovnog pročišćenja.

## Vanjske poveznice
- Poetika u izvorniku (grč.)
- Poetics, Samuel Henry Butcher (engl.)
- Paralelni prijevodi poetike (rus.) (engl.) (fr.)